# Remiziak
Remiziak (Pholidornis rushiae) – gatunek małego ptaka z rodziny pokrzewczyków (Hyliidae). Występuje w środkowej i zachodniej Afryce. Nie jest zagrożony wyginięciem.

## Taksonomia
Po raz pierwszy gatunek opisał amerykański ornitolog John Cassin w 1855 na łamach Proceedings of the Academy of Natural Sciences of Philadelphia. Holotyp pochodził z okolic Mondah River (Gabon). Autor nadał nowemu gatunkowi nazwę Diceum Rushiæ. W 1857 Gustav Hartlaub wydzielił remiziaka do odrębnego rodzaju Pholidornis; Międzynarodowy Komitet Ornitologiczny (IOC) obecnie (2020) podtrzymuje nazwę Pholidornis rushiae. Wyróżnia 4 podgatunki. Klasyfikacja remiziaka do niedawna była sporna. Rodzaj bywał niegdyś umieszczany w rodzinie pokrzewkowatych (Sylviidae), jako incertae sedis w rodzinie skotniczkowatych (Scotocercidae) lub też w rodzinie remizów (Remizidae); na przestrzeni lat umieszczano go w przynajmniej 7 różnych rodzinach.

## Podgatunki i zasięg występowania
IOC wyróżnia następujące podgatunki:
- P. r. ussheri Reichenow, 1905 – Sierra Leone i południowo-wschodnia Gwinea na wschód po południowo-zachodnią Nigerię[7]
- P. r. rushiae (Cassin, 1855) – południowo-wschodnia Nigeria, zachodni i centralny Kamerun na południe po Gabon[7]
- P. r. bedfordi Ogilvie-Grant, 1904 – Bioko[7]
- P. r. denti Ogilvie-Grant, 1907 – południowo-wschodni Kamerun i Kongo na wschód po zachodnią i wschodnią Ugandę oraz północno-zachodnia Angola[7]

BirdLife International szacuje zasięg występowania na 5,21 mln km².

## Morfologia
Długość ciała wynosi około 7,5 cm; masa ciała 4,6–5,9 g (dla przedstawicieli P. r. ussheri). Głowa pokryta jest paskami. Górną część grzbietu, barkówki i skrzydła pokrywa łuskowaty wzór. Grzbiet i kuper żółtawe. Gardło i pierś pokrywają grube pasy o barwach ciemnobrązowej i brudnobiałej. Brzuch i okolice kloaki żółtawe. Tęczówka u samca ciemnopomarańczowa, czerwona, czerwonawa lub pomarańczowobrązowa; samicy kremowa, szara lub szarobrązowa. Dziób czarniawy, nasada żuchwy żółtawa. Nogi jaskrawożółte.

## Ekologia i zachowanie
Środowiskiem życia remiziaków są wiecznie zielone lasy; preferują przecinki i lasy wtórne. Występują także na plantacjach, w Wybrzeżu Kości Słoniowej odnotowywany także w zakrzewieniach, plantacjach manioku, ogrodach (w tych ostatnich także w Demokratycznej Republice Konga). Występują zarówno na nizinach, jak i w górach. Na górze Nimba (Liberia) stwierdzano remiziaki do 1200 m n.p.m., w Gwinei do 1000 m n.p.m. Remiziaki trudno jest dostrzec, w lesie cały czas spędzają w koronach drzew. Przebywają w parach lub grupach liczących 3–8 osobników, niekiedy przebywają wraz z nektarnikami. Żywią się owadami (preferują misecznikowate, Coccidae) i nasionami. Odpoczywają w gniazdach w grupkach 4–5 ptaków.

### Lęgi

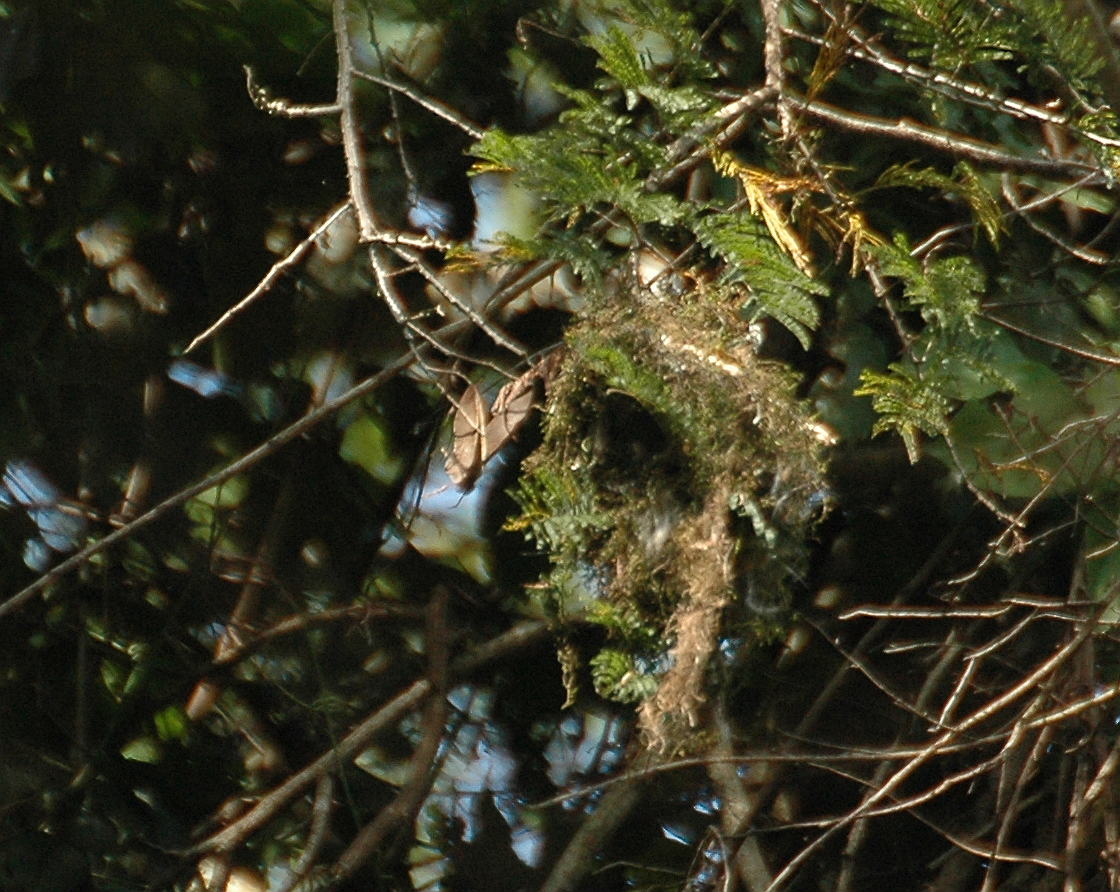
Gniazdo remiziaka

Pora sezonu lęgowego bardzo zmienna w zależności od miejsca występowania. Gniazdo to zamknięta struktura o średnicy około 15 cm (po lewej). Zbudowane jest ze zbitego puchu roślinnego, ma jeden otwór wejściowy skierowany w dół. Zawieszone jest w pnączu lub na niewielkiej gałązce, 3–12 m nad ziemią. Donoszono również o gniazdach w starych gniazdach wikłaczy. Zniesienie liczy 2 białe jaja o wymiarach około 10 na 13 mm.

## Status
IUCN uznaje remiziaka za gatunek najmniejszej troski (LC, Least Concern) nieprzerwanie od 1988 (stan w 2020). Trend liczebności populacji uznaje się za stabilny. BirdLife International wymienia 55 ostoi ptaków IBA, w których odnotowano te ptaki. Są to między innymi parki narodowe: Korup, Lobéké (Kamerun), Dzanga-Ndoki (Republika Środkowoafrykańska), Kahuzi-Biéga, Salonga (Demokratyczna Republika Konga), Mont Péko (Wybrzeże Kości Słoniowej), Monte Alén (Gwinea Równikowa).